# Zbigniew Oziewicz
Zbigniew Oziewicz (ur. 22 sierpnia 1941 w Wilnie, zm. 8 grudnia 2020 w Meksyku) – polski fizyk, dr hab., działacz opozycji w okresie PRL.

## Życiorys
W 1965 ukończył studia fizyczne na Uniwersytecie Leningradzkim, w 1970 obronił pracę doktorską, 26 czerwca 1985 uzyskał stopień doktora habilitowanego. Pracował w National Autonomous University of Mexico, oraz był docentem w Instytucie Fizyki Teoretycznej na Wydziale Fizyki i Astronomii Uniwersytetu Wrocławskiego.
Zmarł 8 grudnia 2020.

## Odznaczenia
- Krzyż Wolności i Solidarności[1][2]
- Krzyż Solidarności Walczącej[1]
- Krzyż Oficerski Orderu Odrodzenia Polski[1][2]